# Моріс Юстас

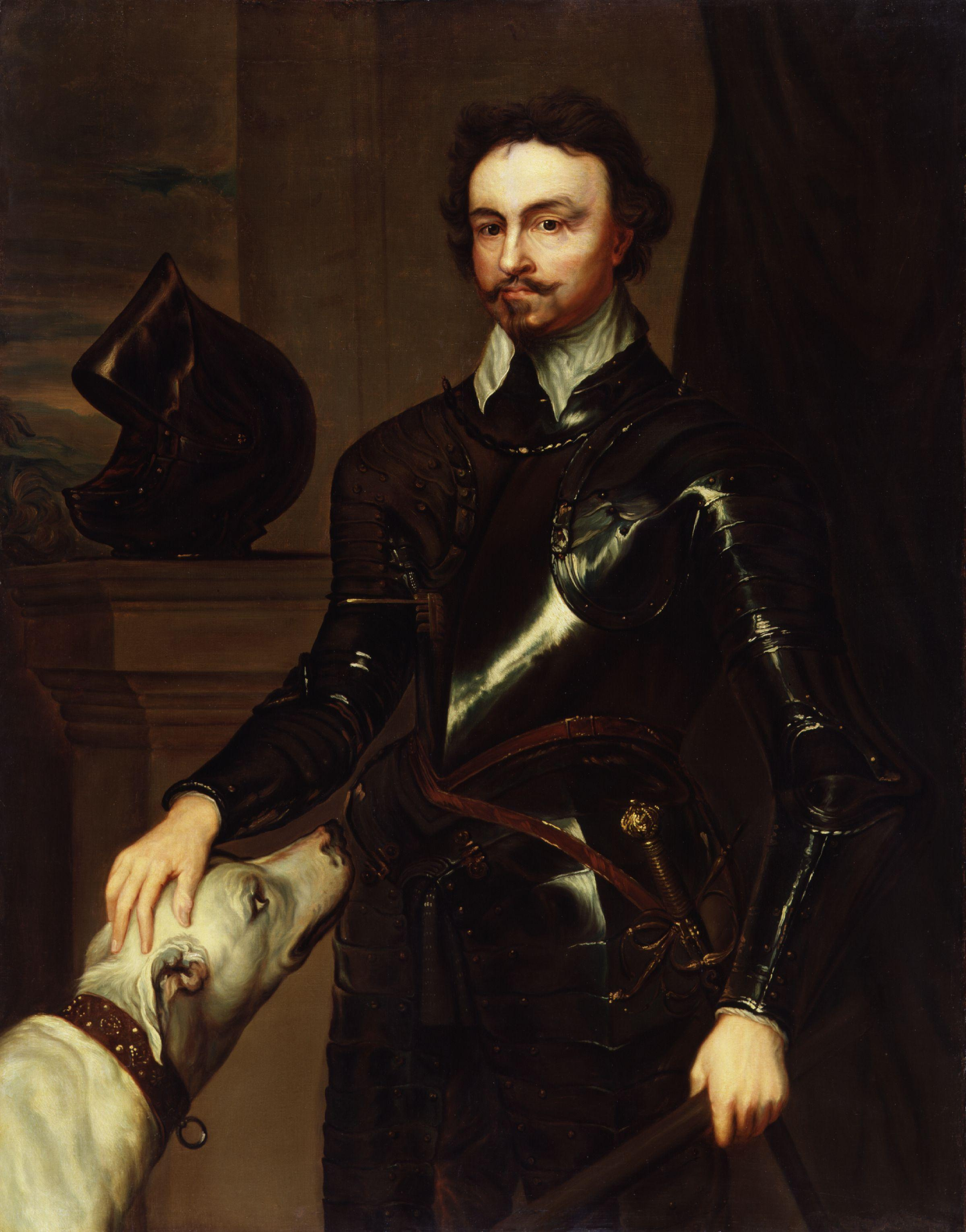
Томас Вентворт — І граф Страффорд.

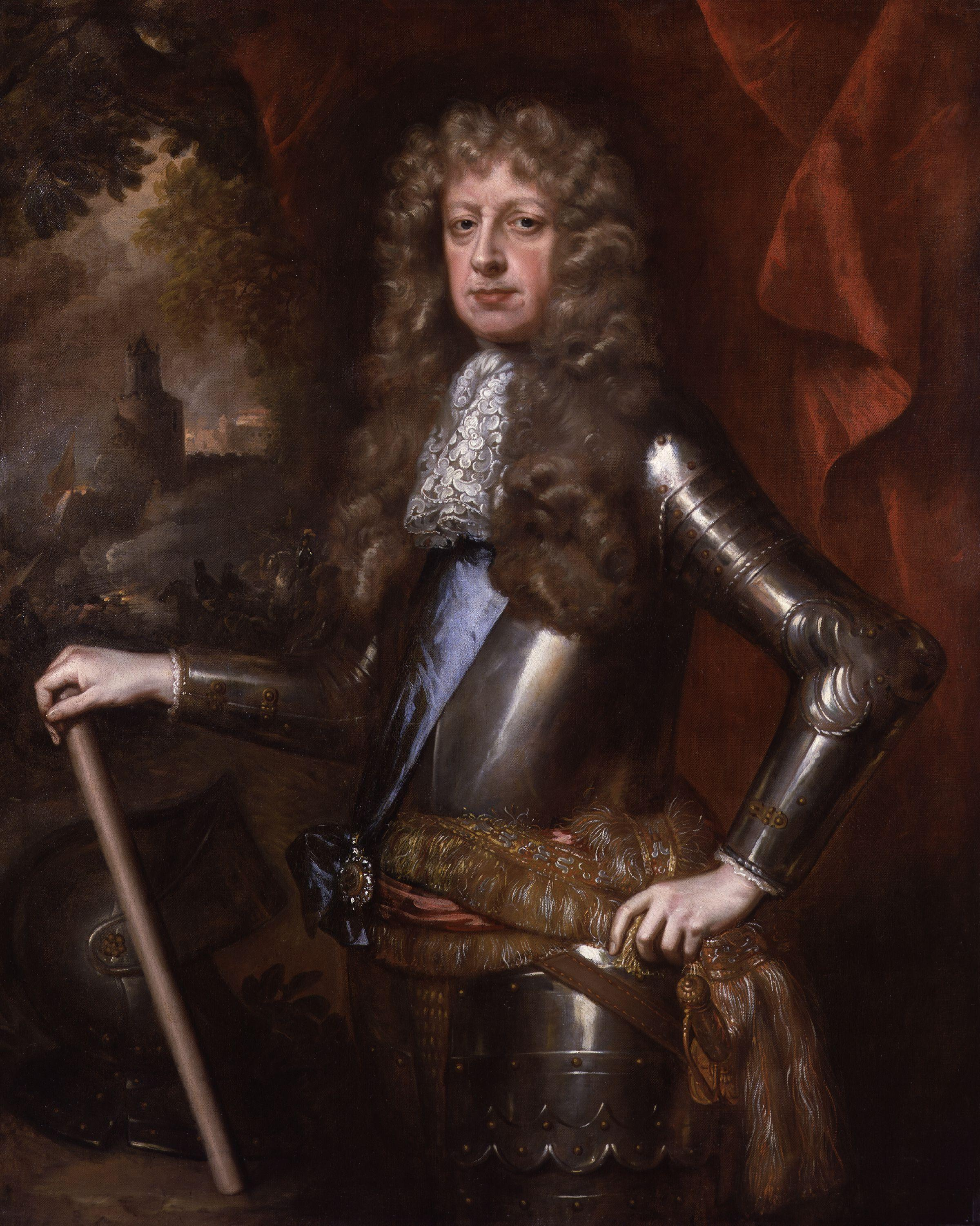
Джеймс Батлер — І герцог Ормонд.

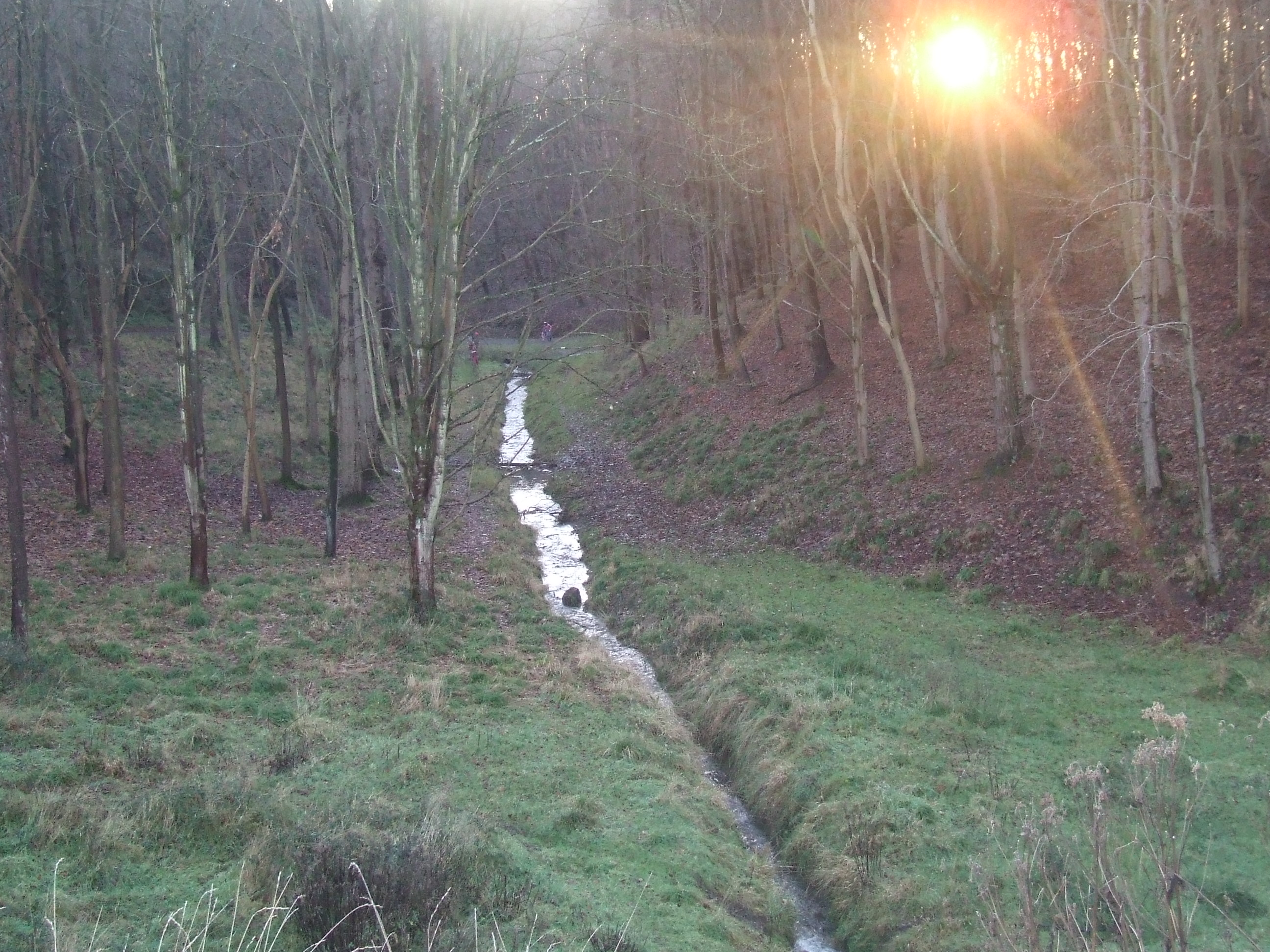
Фенікс-парк.

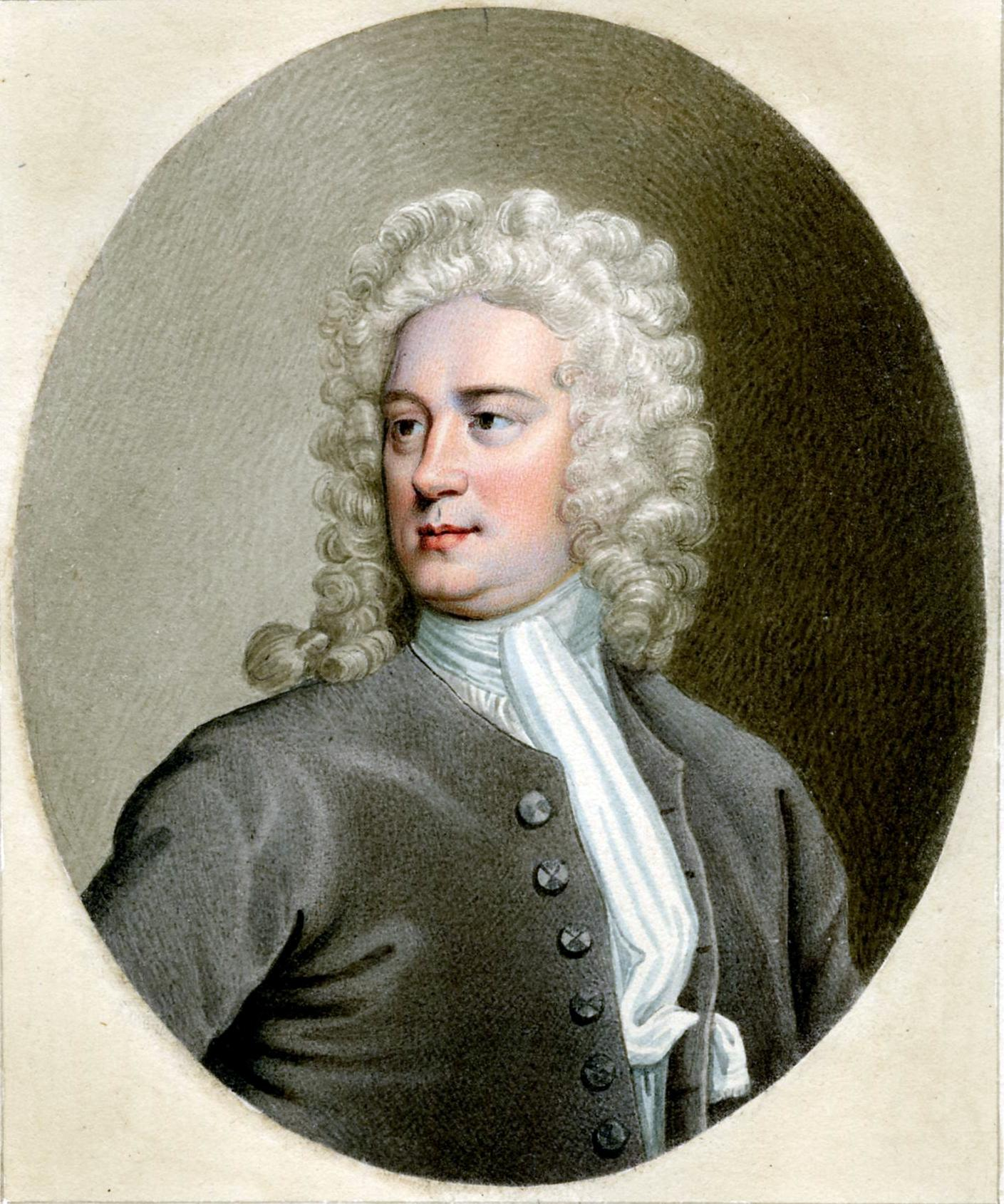
Томас Тікелл — поет. Одружився з онучкою Моріса Юстаса Клотільдою Юстас.

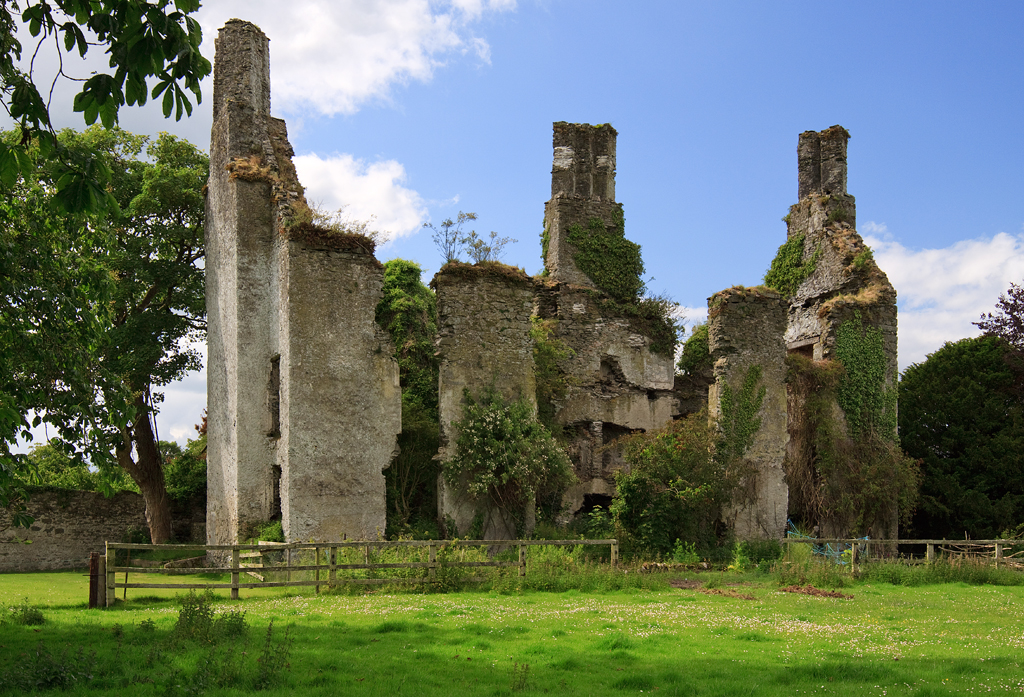
Руїни замку Кальвестаун.

Сер Моріс Юстас (англ. — Sir Maurice Eustace) (бл. 1590 — 22 червня 1665) — ірландський землевласник, політик, адвокат, юрист, суддя, спікер Палати громад парламенту Ірландії. Останні роки свого активного життя володів посадою лорд-канцлера Ірландії. Він вважав себе абсолютно непридатним до цієї посади, а сучасники вважали його невдахою.

## Життєпис

### Походження та історичний фон
Моріс Юстас народився приблизно в 1590 році в Кастлмартіні, графство Кілдер, Ірландія. Він був старшим сином Джона ФіцВільяма Юстаса — констебля Неас (помер в 1623 році). Мало що відомо про його матір, вважається, що її ім'я було Кетрін д'Арсі. Одна з його сестер звалась чи то Елізабет чи то Еліонора, вона вийшла заміж за Едмунда Кітінга і мала з ним двох синів — Олівера Кітінга та Джона Кітінга — головного суддю Ірландського спільного суду. Інша сестра Моріса Юстаса — Еліс вийшла заміж за Роберта К'юсака із замку Ратгар і, судячи по всьому, не була матір'ю його сина Адама К'юсака. Родина Юстас з Кастлмартіна була гілкою відомої родини «старих англійців» ФітцЮстасів, що володіли титулом віконтів Білтінгласс, але на відміну від свої родичів не брали участі в повстаннях Десмонда 1580-тих років, родина Юстасів була відома своїй вірності короні Англії. За участь у повстанні майно, землі, маєтки, замки двоюрідних братів Моріса Юстаса — братів Балтінгласів були конфісковані. Проте Моріс Юстас домігся повернення йому конфіскованих маєтків та майна і всі ці володіння лишалися у власності родини Юстас до XVIII століття. У питаннях релігії родина Юстас була розділена: родич Моріса якого теж звали Моріс Юстас був католиком і належав до ордену єзуїтів. Він був заарештований як католик, його судили за «державну зраду», визнали винним і стратили. Сам суддя Моріс Юстас хоч і був протестантом, але був толерантним у справах релігії, навіть виступав за розширення прав католиків. Ще один Моріс Юстас — І баронет Юстас з Кастл-Мартін належав до гілки роду Юстасів нащадків дядька лорд-канцлера Моріса Юстаса: його не слід плутати з ще одним сером Морісом Юстасом, який був племінником лорд-канцлера про якого тут іде мова і не слід плутати з сином лорд-канцлера, якого теж звали Моріс Юстас.

### Ранні роки
Моріс Юстас навчався в Дублінському університеті, а після його закінчення став стипендіатом університету та викладачем івриту. У своєму заповіті він залишив спадщину для підтримки курсу лекцій івриту в Трініті-коледжі Дубліна. Але він був налаштуваний на юридичну кар'єру, а не на лінгвістику чи семітологію чи викладання в університеті. Через два роки він залишив викладання і та вступив до юридичної компанії «Лінкольнс Інн». Він також був твердо налаштований на політичну кар'єру, і він встановив низку корисних для себе політичних контактів через свого батька, який знав лорда-депутата Ірландії Олівера Сент-Джона — І віконта Грандісон та інших високопоставлених чиновників Ірландії. Він провів деякий час в Англії після того, як його покликали до адвокатури, але він повернувся в Дублін у 1630 році. Він швидко створив надзвичайно прибуткову юридичну практику. Як казали про нього сучасники, він міг «заробити сорок золотих за ранок». З самого початку своєї кар'єри він націлився на посаду старшого сержанта Ірландії.
Він був обраний депутатом Палати громад парламенту Ірландії в 1634 році від Аті. На відміну від багатьох інших «старих англійців», він був щирим прихильником могутнього та грізного лорда-намісника Ірландії Томаса Вентворта — І графа Страффорд, що у свою чергу вихваляв Юстаса як чесну та здібну людину та посвятив його в лицарі. Їхня дружба призвела до розриву між Юстасом і Адамом Лофтусом — І віконтом Лофтусом, лордом-канцлером Ірландії, що подружився з ним і часто використовував його юридичні послуги, але став непримиренним супротивником Страффорда. Моріс Юстас став головним сержантом Ірландії, а потім старшим юрисконсультом корони, і цю посаду він обіймав протягом кількох років. Як сержант він діяв як додатковий присяжний у 1637 році на прохання Вентворта, що хотів приборкати амбіції молодшого адвоката Джерома Александра, що сподівався отримати перевагу в суді, виконуючи роль присяжного, але якого Венворт ненавидів. У 1640 році Моріс Юстас був переобраний до Палати громад парламенту Ірландії від графства Кілдер і був обраний спікером Палати громад парламенту Ірландії. Його офіційна вітальна промова до Вентворта на відкритті парламенту 1640 року є гарним прикладом його вишуканого стилю ораторського мистецтва, яким у той час дуже захоплювалися: «Ласкаво просимо, найдостойніший Господи, до нового народження цього нашого парламенту; це голос Палати громад, і я впевнений, що це голос усієї асамблеї; він поряд з голосом народу, і я впевнений це голос Бога».
Спікер Палати громад парламенту Ірландії на той час також отримамував щедру зарплату, яка становила одноразову виплату у розмірі 3000 фунтів стерлінгів — на той час це величезна сума. У 1660-х і 1670-х роках леді Дороті Райвс — вдова і кат сера Вільяма Райвса, що виконував обов'язки спікера Палати лордів Ірландії під час наступних сесій того ж парламенту, неодноразово зверталася до Корони з проханням виплатити ту саму суму грошей, скаржачись, що її чоловік не отримав свою зарплату в 3000 фунтів стерлінгів, тоді як Юстас отримав. На відміну від багатьох політичних союзників Страффорда, Моріс Юстас не постраждав політично внаслідок імпічменту та страти Страффорда в 1641 році. Хоча «староанглійська» шляхта ненавиділа Страффорда так само, як і «новоанглійські» поселенці його глибоко ненавиділи, Моріс Юстас був одним із друзів і союзників Страффорда, і хоча він посварився з впливовим лордом Лофтусом, загалом Моріса Юстаса любили й поважали. Він залишався спікером палати громад до 1647 року; на своєму останньому засіданні Палата висловила подяку за «багато хороших послуг, наданих їхнім спікером сером Морісом Юстасом», і зловісно говорила про «закоренілу ненависть і злість огидних бунтівників» проти нього.

### Громадянська війна в Ірландії
Під час громадянської війни в Ірландії — так званої «Війни Трьох Королівств» поки Дублін залишався під контролем роялістів, Юстас був «на коні», незважаючи на його часті скарги на вторгнення в його маєтки і зазіхання на його власність, спустошення його лісів і крадіжку худоби. Між родинами Юстас та Мередіт також була запекла приватна ворожнеча, в якій, безсумнівно, були провини з обох сторін. Ця ворожнеча, безсумнівно, пояснює запеклу ворожнечу між Юстасом і сером Робертом Мередітом — канцлером казначейства Ірландії, ворожнечі, яка досягла апогею після Реставрації.
Моріс Юстас повернув собі стару сімейну садибу Палмерстаун, яка перейшла до сім'ї Аллен після того, як гілка Балтінгласс родини Юстас втратила свої маєтки внаслідок підтримки повстання Десмондів. У 1643 році, будучи відомим як людина, яка певною мірою співчувала тяжкому становищу ірландських римо-католиків, більшість з яких, на його думку, склали б зброю, якщо їм пообіцяли помилування, його послали на переговори з Ірландською конфедерацією в Кілкенні. Він був ешетором Лейнстера — ця посада на той час була урядовою, а не належала до таємної поліцієї, якою стала пізніше. Він домігся повернення посади магістра рукописів Ірландії та придбав землю в Аті та Конг (він був позбавлений власності на землі в Конг після Реставрації, що дуже потішило його політичних опонентів). Але у 1647 році маркіз Ормонд здав Дублін військам парламенту. Невдовзі Моріса Юстаса заарештували й відправили до замку Честер, де він сидів сім років. Його ув'язнення не могло бути дуже суворим, оскільки він там під час ув'язнення створив позашлюбні стосунки з жінкою (ім'я якої невідоме), яка народила йому двох дітей. Він і мати його дітей, яка, як кажуть, була людиною з хорошої родини, все ще були в дружніх стосунках у 1660-х роках.
Після звільнення він повернувся до Дубліна. Він був повторно заарештований і ненадовго ув'язнений за підозрою в листуванні з королем-вигнанцем Карлом II, але швидко був звільнений і йому було дозволено відновити практику в адвокатурі. Його лояльність до династії Стюартів ніколи не викликала серйозних сумнівів, і цілком ймовірно, що за ним деякою мірою тримали нагляд. У той же час він користувався прихильністю Генрі Кромвеля, який говорив про нього як про видатного юриста, «якому я зобов'язаний і віддячую добротою». Які саме послуги Моріс Юстас виконав для Генрі Кромвеля, неясно.

### Реставрація монархії
Під час Реставрації монархії на Британських островах безсумнівна відданість Моріса Юстаса Короні Англії в поєднанні з його юридичним і політичним досвідом зробили його на перший погляд людиною, яка ідеально підходила для високої посади в Ірландії. Крім того, він був особисто близький до герцога Ормонд, що зробив би все, щоб допомогти другові. Відповідно, він був призначений лордом-канцлером Ірландії та лордом-суддею Ірландії, виконуючи повноваження лорда-лейтенанта Ірландії за його відсутності разом із Чарльзом Кут — І графом Маунтрат і Роджером Бойлом — І графом Оррері. Він отримав титул пера Ірландії, але пізніше відмовився від цього титулу, мабуть, через те, що не мав законного сина, який би його успадкував. За іронією долі, єдине серйозне заперечення проти його високої посади в Ірландії надійшло від самого Моріса Юстаса. Його все більше тягнуло до сільського життя, і він з нетерпінням чекав свого виходу на пенсію в свій улюблений заміський замок Гаррістаун, який він відбудовував після пошкоджень, заподіяних під час Громадянської війни, і який до моменту його смерті вважався замком найкращих будинків в Ірландії. Крім того, він щиро сумнівався, чи підходить йому вік і хвороба для високої посади. Він патетично писав держсекретарю: «Я… тепер надто старий, щоб виконувати будь-яку державну службу. Я не бажаю жодної такої посади чи будь-якої ласки, окрім того, щоб залишатися в добрій думці Його Величності. Я сподіваюся, що зараз я не буду поставлений поза межі своїх сил будь-якою державною роботою».

### Лорд-суддя Ірландії
Як лорд-суддя Ірландії Моріс Юстас був втягнутий у запеклі суперечки (що призвели до ухвалення Акту про врегулювання 1662 року) між римо-католицькими роялістами (у яких конфіскували власність під час репресій Олівера Кромвеля в 1652 році) та новоприбулими англійськими колоністами, що купили їхні конфісковані маєтки. Моріс Юстас за походженням був зі «старих англійців» — католиків, яких репресували, повністю ототожнював себе з його інтересами. І хоча він сам був протестантом, він твердо вірив у рівні права для римо-католиків. Це поставило його в протиріччя з його колегами лорд-суддями Маунтратом (аж до його смерті наприкінці 1661 р.) і Оррері: вони були рішучими прихильниками репресій Кромвеля. Сам Моріс Юстас «бастардів Кромвеля» вважав злочинцями, і, на його думку, вони обидва непримиренно ворожі до католиків. У своєму приватному листуванні з Ормондом він викривав своїх коле лорд-суддів з такою отрутою в словах, що Ормонд у відповідь закликав його проявити більше розсудливості. Він зазнав особистої поразки, коли, незважаючи на напружені зусилля, не зміг запобігти повторному призначенню свого давнього ворога сера Роберта Мередіта канцлером фінансів, хоча він був дуже близький до успіху. Юстас домігся деяких поступок для роялістів в Акті про врегулювання, але боротьба виснажила його, і він був вдячний, коли прибуття Ормонда до Дубліна в 1662 році дозволило йому залишити посаду лорд-судді. Завжди спритний та діловий Юстас подбав про те, щоб приватний акт парламенту Ірландії підтвердив його права на свої маєтки, за винятком маєтку Конг, що претензійний суд повернув його первісним власникам-католикам, що дуже потішило його ворогів, які радісно вказував на його постійні промови про права землевласників-католиків.

### Лорд-канцлер Ірландії
Прогноз Юстаса про те, що він зазнає невдачі на посаді лорда-канцлера Ірландії цілком виправдався: політична боротьба, фізична хвороба, часті напади депресії та сімейні проблеми майже вивели його з ладу в останні роки життя. Він також був знеохочений невдачею своїх благих зусиль забезпечити віротерпимість для римо-католиків: Ормонд, хоча він особисто був досить толерантним у питаннях релігії, не надав йому підтримки в цьому, зупинившись на політиці простого звернення закривати очі на сповідування католицької віри, наскільки це було можливо. Він відмовився дозволити Морісу Юстасу надати можливість католицьким адвокатам виступати в його Суді або бути призначеними до Комісії з питань миру, і дав йому розумну пораду, що він не повинен турбуватися про те, чого він не може змінити.
У 1663 році Моріс Юстас пережив нервовий зрив, через що на деякий час був повністю нездатний виконувати свої обов'язки. До цього часу низка скарг щодо непридатності Моріса Юстаса до посади надійшла до лорда-канцлера Едварда Гайда — І графа Кларендон, з яким не консультувалися щодо призначення Юстаса, оскільки Ормонду було надано повні повноваження призначати ірландських суддів. Кларендон, що мав надзвичайно низьку оцінку здібностей Юстаса, написав Ормонду, що він повинен або зробити почесний вчинок, піти у відставку, або бути звільненим. Ормонд завжди був лояльним, можливо, до провини, своїм старим друзям: Елрінгтон Болл зауважує, що тих, кого він коли-небудь любив, він любив би до кінця. Він не захищав поведінку Моріса Юстаса як судді, але вказав на його давню історію вірності англійській короні та припустив, що звільнення було б поганою винагородою за це. У цьому випадку виявилося дуже важко знайти відповідну заміну на посаді канцлера, і питання про звільнення Юстаса все ще залишалося невирішеним, коли він помер. Його смерть не вирішила проблему пошуку відповідної заміни, і в останній раз було вирішено призначити священнослужителя Майкла Бойла, архієпископа Арма, лорд-канцлером Ірландії. За іронією долі, Бойл, що не був юристом, загалом вважався кращим канцлером, ніж Моріс Юстас, оскільки його сумлінна відданість обов'язку компенсувала відсутність юридичної освіти.

## Спадок
Моріс Юстас завжди був передбачливою діловою людиною, і, незважаючи на війну, вкрай нестабільну політичну ситуацію, зміну влади, свої професійні труднощі, він продовжував фінансово процвітати, повернувши більшість маєтків родини Юстас, конфіскованих в родичів — гілки Балтінгласс, і накопичивши статок, який оцінювався в межах від шістдесяти до вісімдесяти тисяч фунтів стерлінгів (що робить його дуже багатою людиною за тогочасними мірками). Він володів землями в кількох графствах і багато зробив для благоустрою міста Балтінгласс. Він повернув родинний маєток Палмерстаун і купив землі в Чапелізод, які пізніше стали частиною Фенікс-Парку.
Як розпорядитися своїми статками? Це питання хвилювало Моріса Юстаса — довгий час в нього не було спадкоємців. Його шлюб у 1633 році з Сесілі (або Чаріті) Діксон (1606—1678) — донькою сера Роберта Діксона, лорда-мера Дубліна, був бездітним. Протягом багатьох років проведених у Честері він мав взаємини з жінкою, в результаті яких народилися син (також його назвали Моріс) і донька Мері, про яких він дуже хотів піклуватися, особливо тому, що він все ще підтримував дружні стосунки з їх матір'ю, яка висунула претензії свого сина на спадщину. Болл, який не називає її імені, припускає, що вона була людиною певного соціального становища. Очевидно, Моріс Юстас пообіцяв їй залишити свої землі їхньому синові, що суперечило його публічній обіцянці залишити їх своєму племіннику Морісу, сину його брата Вільяма від Анни Неттервіль — дочки сера Роберта Неттервіля з графства Міт. Він проконсультувався з відомим проповідником Джеремі Тейлором, єпископом Дауна і Коннахта, щодо етичного питання щодо того, чи є його обітниця матері його дітей обов'язковою: Тейлор сказав, що це не так, але Юстас все одно вагався.
Як вдовольнити претензії свого сина та двох його племінників — Моріса та Джона (ще одного сина Вільяма), стало для нього нав'язливою ідеєю, аж до того, що навіть його вірний друг Ормонд був змушений дорікнути йому за нехтування офіційними справами на користь його приватних проблем. Його остання воля розділила майно між його племінниками, рішення, яке призвело до поганих наслідків і подальшої судової тяганини (яка була пов'язана із рішучими спробами капітана Англсі захопити нерухомість Юстаса в Дубліні). Молодший сер Моріс Юстас зрештою отримав у володіння і Гаррістаун, і дублінський таунхаус на Юстас-стріт. Багато років він був депутатом Палати громад парламенту Ірландії, але був виключений з парламенту за неявку в 1695 році. Він повернувся до Ірландії з вигнання, оскільки його брат Джон помер за кордоном у 1697 році, а він, у свою чергу, помер у 1703 році, не маючи живих синів. Він одружився спочатку з Енн Колвілл, а потім з Клотільдою Парсонс. Його маєток було поділено між трьома його доньками, що вижили, найвідомішою з яких є молодша Клотільда (1700—1792), «розумна та чудова жінка», яка вийшла заміж за поета Томаса Тікелла та була бабусею драматурга Річарда Тікелла. Її зведена сестра Пенелопа вийшла заміж спочатку за Роберта Ехліна (1674—1706), члена парламенту, старшого сина сера Генрі Ехліна, а потім за Едварда Стратфорда, тоді як її зведена сестра Анна (померла 1713) вийшла заміж за ірландського депутата парламенту Бенджаміна Четвуда, від якого вона мала кілька дітей.

## Титули
Елрінгтон Болл стверджує, що Морісу Юстасу було даровано титул пера Ірландії після Реставрації. Морісу Юстасу була властива безтурботність, особливо щодо титулів. Він спочатку прийняв титул барона Портлестера (на честь свого предка XVI століття), а потім змінив своє рішення і відмовився від титулу, мовляв немає законного сина якому можна було б передати титул.

## Смерть і пам'ять
У 1665 році Юстас, хоча на той час йому було більше сімдесяти років, здавалося, відновив своє фізичне та психічне здоров'я. На весіллі своєї племінниці Мері з Річардом Діксоном (який, очевидно, був родичем дружини Моріса) влітку, він був «жвавий, як бджола». Він подарував подружжю свій маєток у Калверстауні, графство Кілдер, як весільний подарунок. Згодом він перейшов у спадок родині Борров. Однак незабаром після цього у нього стався інсульт і він помер. Його поховали з приватною церемонією наступного ранку після його смерті в Каслмартіні, і уряд відзначив його заслуги перед Короною офіційним меморіалом у соборі Святого Патріка через три тижні. Під час урядової церемонії замість покійника використали його восковий манекен. Ходили чутки, що офіційна служба була розроблена, щоб протистояти історії про те, що приватна церемонія була католицькою. Його вдова прожила до 1678 року. Його ім'ям назвали вулицю Юстаса в центрі Дубліна, де стояв його таунхаус «Дамаск». Сьогодні не збереглося ніяких слідів «Дамаску», але відомо, що це був один із найбільших будинків у Дубліні. Будинком і садами навколо нього захоплювався Джонатан Свіфт. Смерть Юстаса призвела до суперечок між його спадкоємцями, їм довелося відбиватися від рішучої спроби капітана Англсі, про якого мало що відомо, який намагався силою заволодіти будинком «Дамаском».